# Hiram Stevens Maxim
Hiram Stevens Maxim (Sangerville, 5 de febrer de 1840 – Londres, 24 de novembre de 1916) fou un prolífic inventor conegut principalment per dissenyar la metralladora Maxim, la primera metralladora totalment automàtica.

## Biografia

### Joventut i primers invents
Hiram Maxim va néixer a Sangerville el 5 de febrer de 1840. Fill d'un granger, que també era un notable mecànic local, ben aviat va interessar-se pels mecanismes. A l'edat de 12 anys va dissenyar una ratera que es reactivava sola gràcies a un mecanisme de rellotge però que era massa cara per poder-se aprofitar comercialment. La seva traça amb la mecànica el va fer entrar a un taller de carrosseria a l'edat de 14 anys. Deu anys més tard aniria a treballar a l'empresa del seu oncle, Levi Stephens, a Fitchburg.
Allà va poder començar a investigar i el 1866 obtindria la seva primera patent per un arrissador de cabells. Durant els següents 18 anys patentaria 84 invents, la majoria relacionats amb l'electricitat. Fet que el faria entrar a l'empresa United States Electric Lighting Company, la primera empresa de productes elèctrics dels EUA.
De fet, Maxim va aconseguir, un any abans que Thomas Edison, una bombeta incandescent funcional. Per evitar que continués les seves investigacions, els inversors que finançaven a Edison van fer-li una oferta a Maxim: aturar el desenvolupament de qualsevol aparell elèctric durant 10 anys i anar a treballar a Europa com a assessor tècnic a canvi d'un salari de 20.000$ per any, aproximadament mig milió de dòlars actuals.

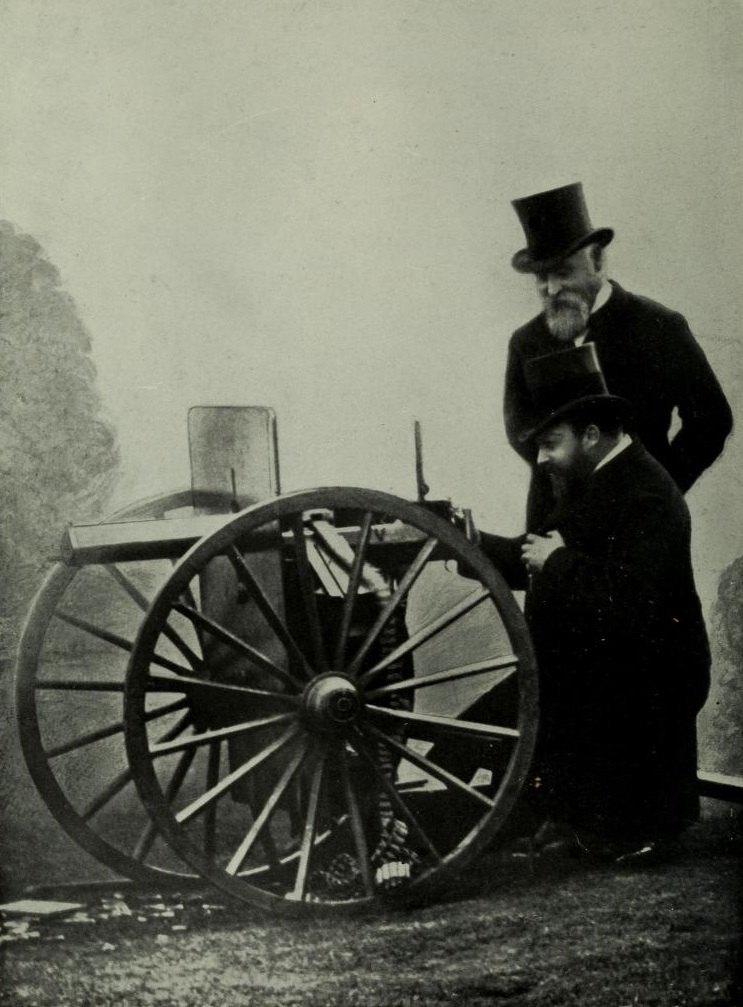
Hiram Maxim al costat del rei d'Anglaterra Eduard VII, provant una metralladora Maxim.

### La metralladora Maxim
Hiram Maxim va acceptar l'oferta i l'any 1882 va marxar cap Europa. Segons un article de 1896 al diari The Times de Londres, Maxim deia que va interessar-se pel desenvolupament de les armes després d'una conversació a Viena on, fent broma, li van dir: si vols fer una pila de diners inventa alguna cosa per permetre als europeus tallar-se els colls més fàcilment. Aleshores, va recordar una experiència que havia tingut als Estats Units provant un fusell Springfield poc després de la Guerra civil americana, el retrocés era molt potent i havia pensat a fer-lo servir per recarregar l'arma. Però el seu pare li havia aconsellat que deixés la idea perquè l'arma seria massa cara. Amb temps per investigar i un abundant sou, però, va decidir intentar-ho.
Després de solucionar múltiples problemes, l'any 1884, va aconseguir dissenyar finalment l'arma que aprofitava aquell retrocés: la metralladora. També va crear una empresa que les fabriqués, The Maxim Gun Company. Les successives variants de l'arma, la metralladora Maxim, van tenir un gran èxit comercial arreu del món. La MG08, la metralladora Vickers… són derivades directes del producte de Maxim.
Després de fusionar la seva companyia primer amb l'empresa d'armament Nordenfelt, i posteriorment ser comprada per la Vickers. El 1899, Maxim deixaria el càrrec de director de la companyia i prendria la nacionalitat britànica. Un any després la reina Victòria el nombraria cavaller. Per evitar que fabriqués més armament la Vickers li va fer signar un contracte a canvi d'una suma de 1.200£ per any (166.500$ avui en dia).

### Carrera posterior
A partir d'aleshores va dedicar-se al disseny d'aparells voladors. El 1890 Maxim va proposar als seus socis, els germans Vickers, de fabricar un aparell volador en un termini de 5 anys i amb un pressupost de 50.000£ i van acceptar.

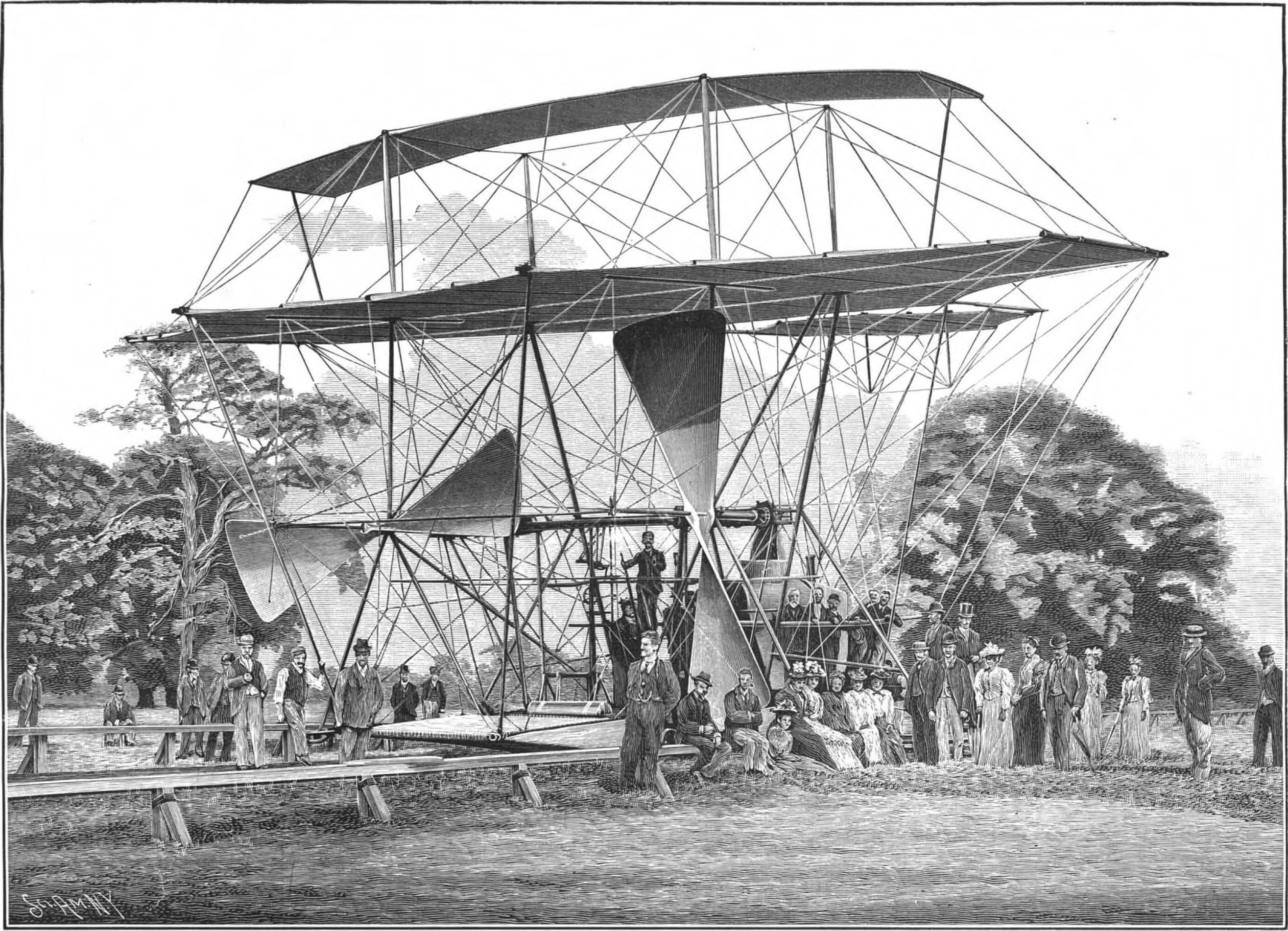
Il·lustració de la revista Scientific American representant el biplà de Maxim.

El 31 de juliol de 1894, va preparar una gran demostració del seu aparell a casa seva, a Baldwyn's Park a Baxley. Entre la gent que va reunir hi havia el Príncep de Gal·les, el futur rei Eduard VII, amb el qual tenia una relació cordial.
Aleshores Maxim va presentar un gran biplà de 3.629 kg propulsat per 2 màquines de vapor especialment dissenyades, que generaven 180 CV cadascun. Després de dos intents, a la tercera, Maxim, acompanyat dels mecànics Tom Jackson i Arthur Guthrie, va aconseguir enlairar-se. El biplà va aconseguir elevar-se 1,4 metres durant un recorregut de 281 metres.
Durant els anys posteriors continuaria dissenyant i fabricant aparells voladors, cada cop més sofisticats. El 24 de novembre de 1916, Maxim moriria a Londres.